# Adolf von Zedlitz und Leipe

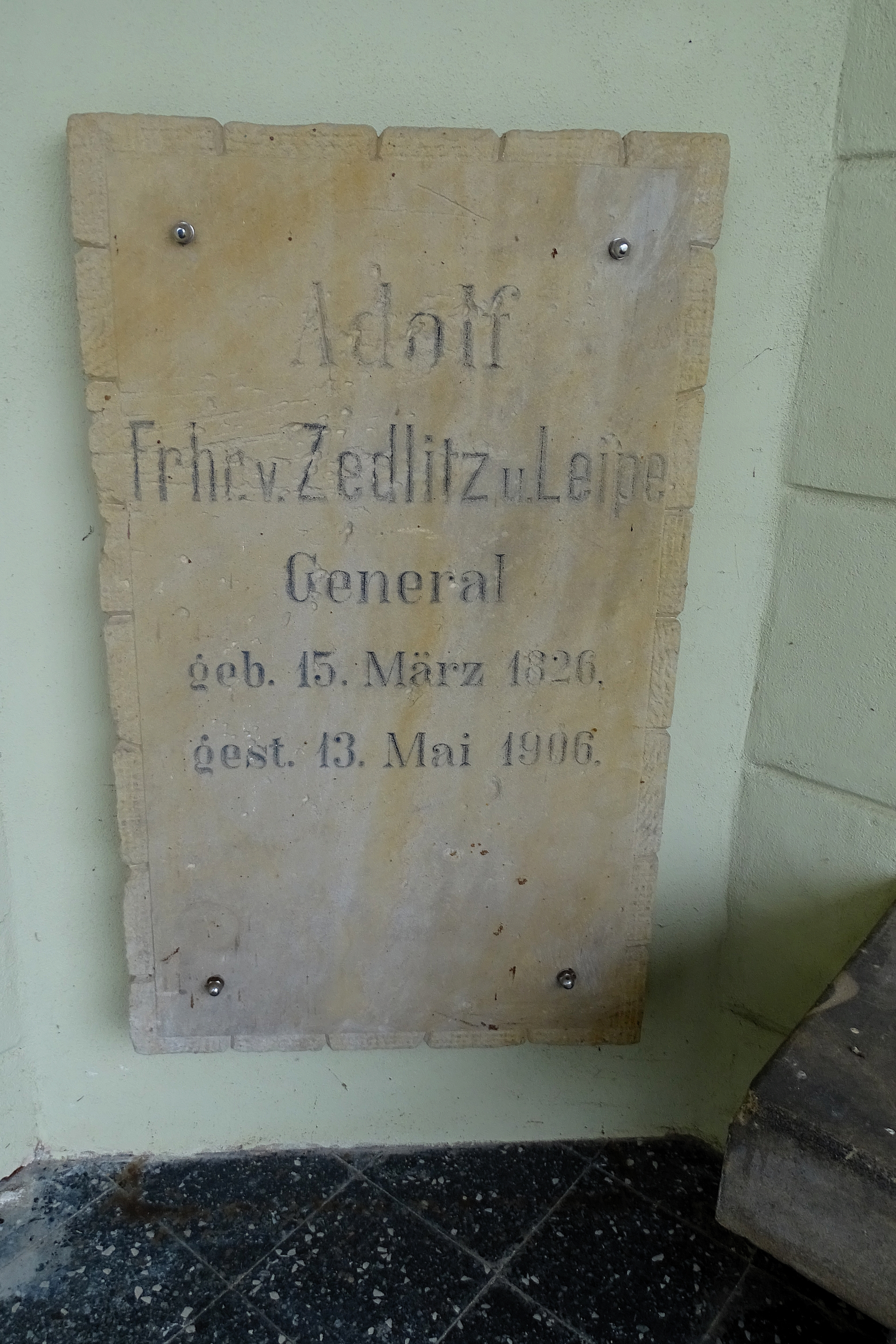
Epitaph für den Adolf von Zedlitz und Leipe. Tyniec Legnicki

Adolf Ferdinand Karl Wilhelm Freiherr von Zedlitz und Leipe (* 15. März 1826 in Zülzendorf; † 13. Mai 1906 in Berlin) war ein preußischer Generalleutnant.

## Leben
Adolf war ein Sohn des Freiherrn August von Zedlitz und Leipe (1789–1873) und dessen Ehefrau Jenny, geborene Gräfin von Roedern (1798–1879). Sein Vater war Herr auf Zülzendorf, Teichenau und Prisning sowie Ritter des Johanniterordens. Sein Bruder Gustav (1824–1914) war Mitglied des Preußischen Herrenhauses, Hans (1833–1889) Landrat des Kreises Schweidnitz.
Zedlitz besuchte die Kadettenhäuser in Wahlstatt und Berlin. Anschließend wurde er am 4. Juli 1844 als Portepeefähnrich dem 1. Garde-Ulanen-Regiment der Preußischen Armee überwiesen. Mitte November 1844 erhielt er den Charakter als Sekondeleutnant und am 17. August 1845 das Patent zu diesem Dienstgrad. Von November 1849 bis Ende September 1855 war Zedlitz zur Tierarzneischule kommandiert und avancierte bis Mitte September 1858 zum Rittmeister. Anlässlich des Sardinischen Krieges wurde er 1859 für die Dauer der Mobilmachung als Eskadronführer zum 1. Garde-Landwehr-Kavallerie-Regiment kommandiert. In gleicher Eigenschaft folgte ab dem 22. Mai 1860 eine Kommandierung zum kombinierten Garde-Dragoner-Regiment, aus dem sich Anfang Juli 1860 das 2. Garde-Dragoner-Regiment formierte. Mit der Etatisierung ernannte man Zedlitz zum Chef der 3. Eskadron, die er 1866 während des Krieges gegen Österreich in den Schlachten bei Münchengrätz und Königgrätz führte.
Nach dem Friedensschluss stieg Zedlitz zum Major auf und wurde Mitte Oktober 1867 als etatsmäßiger Stabsoffizier erneut in das 1. Garde-Ulanen-Regiment versetzt. In dieser Eigenschaft zog er 1870 in den Krieg gegen Frankreich. Nachdem der bisherige Regimentskommandeur Reinhold Finck von Finckenstein (1824–1870) gefallen war, beauftragte man Zedlitz am 23. August 1870 zunächst mit der Führung des 2. Garde-Dragoner-Regiments und ernannte ihn am 27. August 1870 für die Dauer des mobilen Verhältnisses zum Kommandeur des Regiments. Mit seinen Dragonern nahm er an den Kämpfen bei Beaumont und Sedan sowie der Belagerung von Paris teil. Am Tag der Kaiserproklamation zum Oberstleutnant befördert und im März mit dem Eisernen Kreuz II. Klasse ausgezeichnet, wurde Zedlitz am 4. April 1871 als Regimentskommandeur bestätigt. In dieser Stellung avancierte er im März 1873 zum Oberst. Am 15. September 1877 wurde Zedlitz unter Stellung à la suite seines Regiments nach Kassel versetzt und zum Kommandeur der 22. Kavallerie-Brigade ernannt. In dieser Stellung erhielt er Ende September 1878 den Roten Adlerorden II. Klasse mit Eichenlaub, bevor Zedlitz am 13. Mai 1879 das Kommando über die 3. Garde-Kavallerie-Brigade in Berlin übernahm und einen Monat später zum Generalmajor befördert wurde. Kaiser Wilhelm I. zeichnete ihn im September 1880 mit dem Stern zum Kronenorden II. Klasse aus. In Genehmigung seines Abschiedsgesuches wurde Zedlitz unter Verleihung des Charakters als Generalleutnant am 16. August 1883 mit der gesetzlichen Pension zur Disposition gestellt.
Nach seiner Verabschiedung würdigte ihn Kaiser Wilhelm II. am 14. September 1900 durch die Verleihung der Uniform des 2. Garde-Dragoner-Regiments.

## Familie
Zedlitz verheiratet sich am 3. Februar 1858 in Berlin mit Helene Nothomb (1837–1919). Sie war die Tochter des belgischen Staatsministers und außerordentlichen Gesandten am preußischen Hof Jean-Baptiste Nothomb (1805–1881). Aus der Ehe gingen folgende Kinder hervor:
- Carl (1859–1917), preußischer Major und Abteilungskommandeur im Reserve-Feldartillerie-Regiment Nr. 214
- Fritz (1861–1968), preußischer Generalmajor
- Paul (* 1864), preußischer Regierungsrat
- Max von Zedlitz und Leipe (September 1866 – September 1867)
- Franz (1876–1944), preußischer Baron und Olympiateilnehmer 1912